# Slumber Tsogwane
Slumber Tsogwane, né le 21 septembre 1960 à Rakops, est un homme politique botswanais. Il est vice-président de 2018 à 2024.

## Biographie
Slumber Tsogwane est titulaire d'un baccalauréat du Zimbabwe et a étudié à l'université du Botswana. Après l'obtention de son diplôme, Tsogwane commence à enseigner à l'école de son village natal, Rakops,. 
Membre du Parti démocratique du Botswana, il est ministre des Collectivités locales et du Développement rural de novembre 2014 à mars 2018. 
Le 4 avril 2018, il est nommé vice-président par Mokgweetsi Masisi, élu président et auquel il succède. En 2020, il est, ainsi que Mokgweetsi Masisi et 63 députés placés en quarantaine après que le président a été testé positif au COVID-19,. Il est reconduit dans ses fonctions après les élections de 2019.